# Arthur Heldenberg
Arthur Heldenberg (Gentbrugge, 31 augustus 1923 – Brussel, 1 december 2006) was een Belgisch componist, muziekpedagoog, dirigent, trompettist en bugelist.

## Levensloop
Heldenbergs vader was klaroenblazer in de plaatselijke fanfare en zo kwam hij als klein jongetje al in contact met de blaasmuziek. Ook hij heeft dit instrument geleerd te bespelen. Dat heeft wel grote indruk achtergelaten, want ondanks de pogingen van zijn vader om hem voor de tekenschool te motiveren koos Arthur Heldenberg al op 13-jarige leeftijd voor de muziek.
In 1927 verhuisde hij naar Mechelen en begon zijn muziekstudie aan het Stedelijk conservatorium. Hij studeerde onder andere bij Godfried Devreese en Emiel Maes en behaalde eerste prijzen voor notenleer, trompet, cello, harmonie en kamermuziek. Nadien studeerde Heldenberg aan het Koninklijk Conservatorium te Brussel onder andere bij Franz Wangermée, M. Louon, Peech, Alfred Mahy, Francis de Bourguignon, Jean Absil en René Defossez. Ook hier behaalde hij eerste prijzen in trompet, harmonie, contrapunt en fuga. Verder studeerde hij in zijn vrije tijd compositie en HaFa-directie bij Arthur Prévost en Jos Moerenhout.
In 1940 werd hij trompettist aan de Koninklijke Vlaamse Opera van Antwerpen. In 1951 koos hij voor een militaire loopbaan en werd als bugelist ingelijfd aan het Muziekkorps van het 2de Jagers te Voet te Charleroi. In 1954 werd Heldenberg benoemd tot onderkapelmeester bij de Muziekkapel van de 1ste Infanteriebrigade “Bevrijding” in Duitsland. In 1957 slaagde hij het examen voor Onderluitenantkapelmeester en werd vervolgens kapelmeester van de Muziekkapel van de 4de Infanteriedivisie in Luik.
In 1964 krijgt Heldenberg de leiding van de Koninklijke Muziekkapel van de Belgische Luchtmacht. Met dit orkest heeft hij onder andere een langspeelplaat opgenomen.
Tot in 1966 was Heldenberg directeur van de Muziekschool van Edingen. In 1971 werd hij benoemd tot kommandant-kapelmeester. Deze taak voerde hij uit tot in 1976, toen hij op rust werd gesteld. Ook voor de amateuristische muziekbeoefening was hij bezig. Onder andere was hij tot 1974 dirigent van de Koninklijke Harmonie Sint-Cecilia Machelen.
Hij werd werkzaam als dirigent van verschillende HaFa-orkesten. In 1997 werd hij gekozen als voorzitter van de Koninklijke Muziekfederatie van het Brussels Hoofdstedelijk Gewest vzw.
Als componist schreef hij verschillende werken voor jeugdsolisten, solisten, harmonie- en fanfareorkesten. Hij was ook een veelgevraagd jurylid bij binnen- en buitenlandse wedstrijden.

## Composities

### Werken voor harmonie- en fanfareorkesten
- 1964 Impromptu (won de prijs van de Provincie Brabant)
- 1976 Orchestra Sound Number One (won de prijs van de Provincie Brabant)
- Bolerino
- De Hofnar
- Force Aérienne in Review
- Honneur au 2ème Wing
- Kentucky
- Les Trois Valets
- Lucky Meeting
- Mars van de 5de Infanteriebrigade “Ierland” (samen met: Mac Arden)
- Mars van de 9de Wing Missiles
- Mars van de 13de Wing Missiles
- Mars van de 42ste Territoriale Artillerie Groep
- Mars van de Koninklijke Cadettenschool
- Mars van het 64ste Artillerieregiment
- Mars van het 67ste Artillerieregiment
- Mars van het 73ste Artillerieregiment
- Mars van het 55ste Smaldeel
- Missiles
- NATO Tigermarch
- Novelsuite

- International Standard Name Identifier: 0000 0000 5165 9009
- Library of Congress Control Number: no89006819
- MusicBrainz: db209706-07e0-4cb7-aca6-ecb362dcd828
- Système universitaire de documentation: 174562233
- Virtual International Authority File: 48782673
- WorldCat: E39PBJwCTHtf4rVj34f9cJqPcP